# Введенская церковь (Дмитров)
Церковь Введения во храм Пресвятой Богородицы (Введенская церковь) — православный храм середины XVIII века в микрорайоне Заречье города Дмитрова Московской области на Старо-Рогачёвской улице.

## История

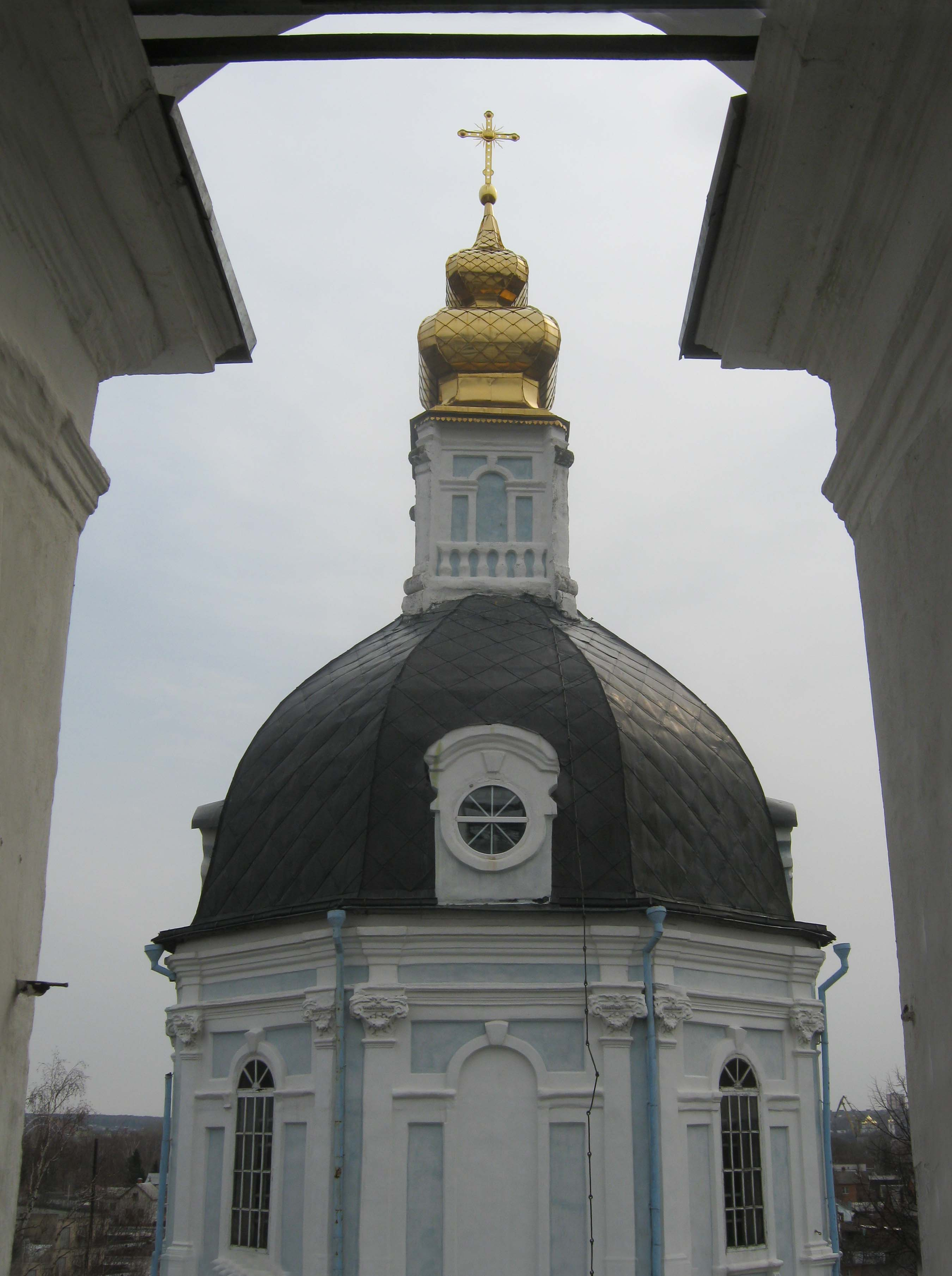
Вид с колокольни

Введенский храм как приходской в Конюшенной слободе (сейчас микрорайон Заречье) Дмитрова известен с XVII века. Первое упоминание встречается в дозорной грамоте от 1625 года.
Каменный храм был возведён в 1766 году на месте старого деревянного. Крупные пожертвования на строительство внесли купцы Ф. М. Макаров и семья Толчёновых.
24 октября 1764 года был освящён третий придел, посвящённый святителю Николаю. 15 июля 1765 года был освящён второй придел, посвящённый святым мученикам Кирику и Иулитте. 10 сентября 1768 года епископ Переяславский и Дмитровский Геннадий (Кратинский) освятил главный Введенский престол храма.
После 1786 года построена каменная колокольня в стиле классицизма вместо деревянной на средства купца первой гильдии Ивана Алексеевича Толчёнова, у которого рядом располагалась фамильная усадьба. В 1832 году надстроен 4-й ярус, так как колокольный звон был плохо слышен.
В начале советского времени из храма вынесли церковную утварь, в том числе кресты-мощевики, с некоторых икон сорваны оклады. Роспись на здании была закрыта извёсткой.
В 1937 году при собрании местных жителей власти сбросили три самых больших колокола.
В советское время храм не закрывался.
Во время Великой Отечественной войны в километре от храма на Волдынской горе располагались немецкие войска. Оттуда вёлся артиллерийский огонь, жители Заречья (бывшая Конюшенная слобода) прятались в храме.
5 декабря 1941 года один снаряд, попав в окно Никольского придела, разорвался. Погибли 11 человек. Их тела похоронены в двух братских могилах на территории храма.

## Архитектура
Церковь выполнена в стиле барокко. Восьмерик с окнами располагается на высоком четверике с двумя рядами окон, который покрыт восьмигранной крышей с круглыми люкарнами. Глава сверху сдвоенная, упирается на небольшой квадратный барабан.
Трапезная квадратной формы, соединяет колокольню с главным зданием. Вход в церковь через нижний ярус колокольни.
Внутри храм расписывал художник П. В. Кузяев, который работал здесь в 1872 и 1879 годах. Его же работа — роспись Сергиевского придела Успенского собора.
Сохранился красивый шестиярусный позолочёный иконостас XVIII века с барочной резьбой.
Старая кафельная плитка формирует дорожку от входа до амвона. На плитки клеймо — испанская фирма «Косе и Дюрр», Мясницкая 13.

## Святыни
- образ Введения во храм Пресвятой Богородицы
- мощи святых мучеников Кирика и Иулитты
- мощи святой мученицы Анастасии Узорешительницы
- Личные вещи и постригальные власы священномученика Серафима (Звездинского) епископа Дмитровского

## Настоятели
- иерей Павел Козлов (2000—2008)
- иерей Сергий Бернацкий (2008—2016)
- протоиерей Максим Брусов (2016—2019)
- иеромонах Симеон (Родионов) (2019—2022)
- иерей Дионисий Оскольский (2022—2023)
- иеромонах Симеон (Родионов) (2023 — по сей день)